# U.S. Route 44
U.S. Route 44 (också kallad U.S. Highway 44 eller med förkortningen  US 44) är en amerikansk landsväg. Den går ifrån Plymouth i väster till Kerhonkson i öster och har en längd på 383 km.